# Jacek Kuroń
Jacek Jan Kuroń (3. marts 1934 i Lwów – 17. juni 2004 i Warszawa) var en polsk samfundsaktivist, politiker, pædagog og historiker. Han var en af de ledende figurer inden for den demokratiske opposition i den Polske Folkerepublik, aktiv inden for den Polske Spejderforening (ZHP), medstifter af Arbejdernes Forsvarskomité (KOR) og to gange minister for socialpolitik og beskæftigelse. Far til Maciej Kuroń.
- Wikimedia Commons har flere filer relateret til Jacek Kuroń